# Gaspare Visconti
Gaspare Visconti (Milán, 5 de enero de 1538 - ibid., 12 de enero de 1595) fue un eclesiástico italiano. 

## Biografía
Hijo de Giovanni Battista Visconti, conde de Fontaneto y de Fagnano, y de Violante Visconti, ambos emparentados con los Visconti de Milán, se doctoró in utroque iure en la Universidad de Pavía. 
En tiempos del papa Gregorio XIII fue nombrado auditor del Tribunal de la Rota en Roma, y en tal condición fue enviado a Malta para sofocar las desavenencias surgidas entre los caballeros de la Orden de Malta y su gran maestre Jean de la Cassière.  
En noviembre de 1584 fue nombrado obispo de Novara, pero a finales del mismo mes, antes de haber tomado posesión de la diócesis,  falleció el arzobispo de Milán Carlo Borromeo, y Visconti fue designado para sucederle.  Se mantuvo al frente de la archidiócesis hasta su fallecimiento, ocurrido en 1595 a los 57 años de edad. 